# Qarajah Qayah
Qarajah Qayah (persiska: قرجه قیه, Qarājah Qayah-ye Panāhī) är en ort i Iran.   Den ligger i provinsen Östazarbaijan, i den nordvästra delen av landet, 400 km nordväst om huvudstaden Teheran. Qarajah Qayah ligger 1 864 meter över havet och antalet invånare är 196.
Terrängen runt Qarajah Qayah är kuperad åt nordväst, men åt sydost är den platt. Terrängen runt Qarajah Qayah sluttar söderut. Runt Qarajah Qayah är det ganska glesbefolkat, med 22 invånare per kvadratkilometer. Närmaste större samhälle är Hashtrūd, 14,2 km söder om Qarajah Qayah. Trakten runt Qarajah Qayah består i huvudsak av gräsmarker.